# José Ramón Guizado Valdés
José Ramón Guizado Valdés (* 13. August 1899 in Panama-Stadt, Panama; † 2. November 1964 in Miami, USA) war ein panamesischer Bauingenieur, Politiker und der 28. Staatspräsident von Panama.

## Leben und Ausbildung
José Ramón Guizado Valdés wurde am 13. August 1899 in Panama-Stadt als Sohn des Kommandanten der Feuerwehr Juan Antonio Guizado und dessen Ehefrau Blanca Valdés geboren. Er besuchte das Colegio La Salle, wo er die Sekundarstufe absolvierte. Im August 1915 wurde er von seinen Eltern in die Vereinigten Staaten geschickt, um die englische Sprache zu erlernen, damit er eine Ingenieurschule besuchen konnte. Er besuchte die Duncan College Preparatory School. Nach Abschluss des Jahreskurses erhielt er sein Diplom, um an der Vanderbilt University in Nashville, Tennessee zu studieren, wo er 1920 einen Abschluss in Bauingenieurwesen erwarb.
José Ramón Guizado Valdés verstarb am 2. November 1964 im Alter von 65 Jahren in einem Hotelzimmer in Miami, Florida, an einem Herzinfarkt. Er war erst am Vortag in Begleitung seiner Ehefrau Maria Paredes Guizado aus Spanien kommend in die Vereinigten Staaten eingereist.

## Politik
Guizado Valdés, zuvor ab 1952 Vizepräsident seines Landes, übernahm das Amt des Staatspräsidenten am 2. Januar 1955 als Nachfolger des ermordeten José Antonio Remón Cantera und blieb im Amt bis zum 29. März 1955. Sein Nachfolger wurde Ricardo Manuel Arias Espinoza. Er war ebenso Ingenieur. Seine Partei ist die Partei Nationale Patriotische Koalition (CPN). Ein paar Tage später wurde er wegen Anstiftung zum Amtsanstiften des Präsidenten inhaftiert, aber er wurde 1957 freigesprochen.